# Охтамаа, Атте
Атте Петтери Охтамаа (фин. Atte Petteri Ohtamaa; род. 6 ноября 1987, Нивала, Оулу) — финский хоккеист, защитник клуба «Кярпят», выступающего в Лииге. Олимпийский чемпион 2022 года. Чемпион мира 2019 и 2022 годов. Вице-чемпион мира (2014,  2016, 2021) в составе сборной Финляндии. Чемпион (2008, 2014), вице-чемпион (2009, 2019) Финляндии, вице-чемпион второй лиги Финляндии (2008),вице-чемпион молодежной лиги Финляндии (2006).
Охтамаа ранее играл за клуб «Ак Барс», в составе которого становился обладателем Кубка Гагарина 2017/18.

## Биография
Воспитанник клубов «Нивала Ковбойс» и «Кярпят». Физически развитый защитник оборонительного плана.

### Выступления в составе сборной Финляндии
На чемпионате мира 2014 года в Минске в составе сборной Финляндии завоевал серебряную медаль.
На чемпионате мира 2016 года в Москве в составе сборной Финляндии завоевал серебряную медаль.
На чемпионате мира 2019 года в Братиславе в составе сборной Финляндии завоевал золотую медаль.
На чемпионате мира 2021 года в Риге в составе сборной Финляндии завоевал серебряную медаль.
В финале Олимпийских игр 2022 года сделал две голевые передачи и помог финнам обыграть обыграть команду ОКР (2:1) и впервые в истории стать олимпийскими чемпионами. Всего на Олимпийских играх набрал 3 очка (0+3) в 6 матчах.
На чемпионате мира 2022 года набрал 1 очко (0+1) в 10 матчах и помог сборной выиграть золото.
Многократно выступал за Финляндию в Еврохоккейтуре.

## Индивидуальные достижения
- Дважды лучший защитник недели в КХЛ.
- В тройке лучших в своей команде на ЧМ 2014.

## Статистика
| Легенда | Легенда                    | Легенда | Легенда                   | Легенда | Легенда    |
| ------- | -------------------------- | ------- | ------------------------- | ------- | ---------- |
| И       | Количество проведённых игр | Штр     | Штрафное время            | +/−     | Плюс-минус |
| Г       | Голы                       | П       | Голевые передачи          | О       | Очки       |
| -       | Статистика неизвестна      | —       | Статистика не учитывалась |         |            |